# Auguste Dupire-Deschamps
Pour les articles homonymes, voir Dupire.
Auguste Dominique Joseph Dupire, dit Auguste Dupire-Deschamps, né le 3 août 1845 et décédé le 30 juillet 1916, est un architecte de Roubaix.

## Biographie
Auguste Dupire-Deschamps travaillait avec son frère Édouard Dupire-Rozan. Ils ont réalisé de très nombreuses constructions principalement sur Roubaix alors en pleine expansion. Il est parfois difficile d'attribuer à l'un ou l'autre la paternité des projets, bien qu'ils aient accolé le nom de leur épouse à leur nom de naissance.
Il est le père des architectes roubaisiens René Dupire et Maurice Dupire très actifs après la Première Guerre mondiale.

## Réalisations
- De nombreux hôtels particuliers le long du boulevard de Paris (bd du Général-de-Gaulle) avec son frère, Édouard Dupire-Rozan (56, 58, 62, 66, 70, 72, 76, 78-78 bis, 84, 86)
- 1888 : Église Saint-Jean-Baptiste de Roubaix[3]
- 1895 : le vélodrome roubaisien
- 1909-1910 : la salle Henri Watremez à Roubaix[4]
- 1911 : Grand Palais des industries dans l'Exposition de 1911 à Roubaix[5]